# Bramabiau
Der Bramabiau ist ein Fluss in Frankreich, der in der Region Okzitanien verläuft. Er entspringt zunächst unter dem Namen Bonheur im Nationalpark Cevennen, nahe beim Mont Aigoual, im nordwestlichen Gemeindegebiet von Valleraugue. Der Fluss entwässert generell in westlicher Richtung und verschwindet nördlich von Saint-Sauveur-Camprieu in einer Höhle, der Abîme de Bramabiau, im karstigen Untergrund. Nach etwa 500 Metern tritt er als Wasserfall wieder aus einer Karstquelle und ändert hier seinen Namen auf Bramabiau. Nach insgesamt rund elf Kilometern mündet er beim Ort Le Roquet, im südöstlichen Gemeindegebiet von Meyrueis, als rechter Nebenfluss in den Trèvezel. Im Mündungsabschnitt wird ihm über einen Kanal Wasser für die Versorgung eines Wasserkraftwerkes in Le Roquet abgezweigt. Der Bramabiau durchquert auf seinem Weg das Département Gard und erreicht knapp vor seiner Mündung das Département Lozère.

## Orte am Fluss
- Le Devois, Gemeinde Saint-Sauveur-Camprieu
- Saint-Sauveur-Camprieu
- Le Roquet, Gemeinde Meyrueis

## Sehenswürdigkeiten
- Karsthöhle Abîme de Bramabiau